# رينكيتينك في أوز
رينكيتينك في أوز، (بالإنجليزية: Rinkitink in Oz)‏، الكتاب يتحدث عن سجل الرحلة الخطيرة للأمير إنغا من بينغاري والملك رينكيتينك في الجزر السحرية التي تقع خلف حدود أوز. وهذا الكتاب هو العاشر من سلسلة أرض أوز بقلم ليمان فرانك بوم، ونشر في 20 يونيو 1916.
مع رسوم توضيحية بالألوان وبالأسود والأبيض للفنان جون نيل، ولا يظهر أحد من أرض أوز حتى ذروة الكتاب؛ ويرجع هذا إلى أن بوم كتب العمل بوصفه رواية أصلية قبل أكثر من عشر سنوات، في عام 1905. تجري معظم أحداث العمل على ثلاث جزر، هي بيناغري وريغوس وكوريغوس، وكذلك داخل كهوف ملك النومي. وبما أن الحاكم الأصلي للنومي، وهو روكوات (والذي سمي لاحقا باسم راغيدو)، قد أطيح في رواية تيك توك من أوز، فقد أعيدت صياغة الحكاية لاستيعاب خليفته كاليكو.
أهديّ الكتاب لحفيد المؤلف المولود حديثا روبرت أليسون بوم، وهو أكبر أبناء الابن الثاني للمؤلف روبرت ستانتون بوم.